# 扬·戈特利布·布洛赫
扬·戈特利布·布洛赫（1836年7月24日—1902年12月25日），俄语名为伊万·斯坦尼斯拉沃维奇·布利奥赫（Иван Станиславович Блиох），德语名为约翰·冯·布洛赫（Johann von Bloch），法语名为让·德布洛赫（Jean de Bloch），波兰银行家、铁路金融家，私人时间致力于对现代工业战争的研究，1870年普鲁士/德国在普法战争中压倒性战胜法国使他对这个议题感到兴趣，他意识到在欧洲通过战争解决外交问题的手段已经过时。1898年，他的著作《未来的战争》（La Guerre Future）在巴黎出版。

## 理論
布洛赫的微小分析對於現代戰爭，他的戰術、策略和政治蘊含，在歐洲廣泛的被閱讀研究。
他主要的論點如下：
- 新武器科技(例如：無煙的、火藥、改良來福槍的設計、馬克沁機槍)使得軍事演習行動到了地面上，像是步兵和騎兵隊的衝鋒，是陳廢的。布洛赫總結認為戰爭在強大的力量之間將會是一個壕溝戰，而且閃電攻擊和決定性的勝利可能會和過去是一模一樣的。他能夠計算，壕溝的人將會享有超過越過公開地面前進的步兵四倍優勢。

- 工業社會將會必定藉由委任大量軍隊決定結果性的僵局，就像成千上萬的先前的戰爭所反對。一個巨大的前線將會發展。這種戰爭類型沒有辦法很快的打完。

- 戰爭將會變成一場工業權力的決鬥，大約全部的經濟損耗。嚴苛經濟和社會錯位將會導致飢荒的迫切危機、疾病、社會組織的解散以及從下而起的革命。

## 影響
布洛赫在1899年出席了第一次的海牙和平會議，極可能是因為受到沙皇尼古拉二世的邀請，並且發送給26國的外交使節團代表，他正在工作的複本文書，希望能藉此有點助益。英國出版家W. T. Stead也從事散播布洛赫的觀察。在每一個個別的項目裡，布洛赫的理論研究是被駁回或是忽視的。給當代回顧的英國讀者，在1901年布洛赫寫道:
使我自己忙於對於戰爭所有的樣子的研究超過14年以上，我很驚異的去找到值得注意的進展即是它快速地將劍轉換成鏵，這個換的過程快到連請來用於保持尖銳注意的專業看守者，都無法注意。在我的研究戰爭的未來方面，我盡力的去為這有趣的過程畫一幅圖像。但是寫給特別的經紀人，我被迫的大量地處理細節，這些細節的分析大約有3084頁。一起在那裡被儲存的事實和源自他們的後果，和社群的最高權力階級的既定利益關係相反，會允許他們立刻在改革措施裡被具體化，這件事運行得太過強烈。並且，這是我一開始就可預見的。我無法預見的是頑固，它不只從採取行動退卻，也將它自己設置在去扭轉、混淆事實的地步。愛國心是很可敬的，但是以一個階級的利益關係支持他是危險的。確定的是，軍隊體系對於那些已死的事物是悲哀和光榮的國家的記憶的想法緊握不放。不幸地，他很花錢也很危險。此外，我現在冒險得向英國顯現，你們的生存利害關係正在危險關頭上，而且你們的決定一定是結局。
英國的愛國者則堅定不已。法國騎兵隊和英國步兵隊的指揮官只有藉由一旦布洛赫不可能的戰爭，第一次世界大戰早已開打的試錯過程，才能學到布洛赫的教訓。俄羅斯和德國的君主證明，同樣無法吸收布洛赫關於革命的警語，為即決處決和流放分別地付出代價。
布洛赫的先見多少合格，就像對間接開火(像：大炮)戰略和戰術意義的低估所證明，而且他所不能預見的是，軍事用機和裝甲坦克的發展。布洛赫也沒有看到沒有橫木的自動運輸，沒有一個疏失足以破壞他最巨觀的觀察，但是，這是在1930年之前。
一個在1902年以布洛赫名字建立的、位於瑞士琉森的國際戰爭與和平博物館。無論瑞士的中立，根據peacemuseums.org，它被摧毀於後來的一次世界大戰。

## 當代理論的角色
在他出版他的理論將他的分析才能轉到軍隊編制妨礙理論的採用的制度戰爭研究之後，布洛赫活得許久。他似乎有了結論，藉由一個對投票者直接的訴願，軍隊必須被迴避。
當代理論視布洛赫為1900年代早期的克勞塞維茨。在歷史中的戰爭雜誌裡最近有一個回顧，對研究布洛赫的理論和當代軍事專家之間的互動特別有興趣。總之，這份回顧報告發現他們傾向於不接受布洛赫，根據，當他的運算假設是正確的，他對士氣會帶來產生不好的影響。